# Смилевско благотворително братство
Смилевското македонско благотворително братство „Дамян Груев“ е организация на бежанците от Смилево, Битолско, установили се в София през 20-те години на XX век.

## История
На 13 декември 1925 година на годишното си общо събрание братството избира настоятелство в състав Наум Гинев (председател), Петър С. Люлев (подпредседател), Антон Делев (секретар) и съветници Васил Дарков и Михаил Наумов.